# Кардо-Сысоев, Константин Николаевич
Константи́н Никола́евич Кардо-Сысоев (3 марта (19 февраля) 1870, Зубцов, Тверская губерния — февраль 1942, Ленинград) — военный врач; врач-офтальмолог, доктор медицины; тамбовский краевед; художник-любитель.

## Биография
Родился в 1870 году в городе Зубцов Тверской губернии.
Окончил Новгородскую гимназию. В 1896 году окончил Военно-медицинскую академию.
Служил полковым врачом. Участник Русско-японской войны.
В 1903—1908 годах стажировался в глазной клинике Военно-медицинской академии у профессора Беллярминова.
В 1907 году защитил диссертацию на тему «Лечение различных форм трахомы радием», получил научную степень доктора медицины.
В 1908—1912 годах служил заведующим глазным отделением Варшавского военного госпиталя.
В 1912—1914 годах служил заведующим глазной станцией войск Варшавского военного округа. В 1915 году попал в плен к немцам.
В 1917 году, после возвращения из плена, был окружным окулистом Московского военного округа.
В 1919—1929 годах жил в Тамбове. Заведовал глазным кабинетом Центральной амбулатории, одновременно заведовал кафедрой зоологии Тамбовского Государственный университета. Являлся активным членом Общества изучения природы и культуры тамбовского края.
В 1929 году переехал в Ленинград, проживал по адресу Пр. Мусоргского, дом 10, квартира 36.
В 1930-е гг. летнее время проводил в деревне Ножкино бывшего Боровичского уезда Новгородской губернии, где создал большую серию пейзажных пастелей.
Умер в феврале 1942 года в блокадном Ленинграде. Похоронен на Смоленском православном кладбище.
Внук, Алексей Фёдорович Кардо-Сысоев, — учёный-физик, лауреат Государственной премии СССР.

## Архивные документы
ТОГУ «ГАТО». Ф. р. 2365. 1923—1938 гг. Фонд личного происхождения К. Н. Кардо-Сысоева. Характеристика, список трудов, дневник погоды, фотография.

## Публикации по офтальмологии
- К разрешению рефракционной проблемы с биологической точки зрения // Русский офтальмологический журнал. — 1926. — Т. 5, № 7. — С. 689—709.
- Из практики глазного отделения Тамбовской губернской больницы // Русский офтальмологический журнал. — 1928. — Т. 7, № 4. — С. 472—482.
- О глаукоме в Тамбовской губернии // Русский офтальмологический журнал. — 1926. — Т. 10, № 5. — С. 570—575.

## Художественное наследие
В конце 1940-х гг. коллекция из 36 превосходных пастелей с видами Боровичского края была передана дочерью Константина Николаевича, Еленой Константиновной, в Боровичский краеведческий музей.